# Рвање на Летњим олимпијским играма 2000.
Рвање на Летњим олимпијским играма 2000. одржано је у Sydney Convention and Exhibition Centre-у. Такмичења грчко-римским стилом су одржана од 24. до 27. септембра док су такмичења слободним стилом одржана од 28. септембра до 1. октобра. 
Рвачу у слободном стилу Александеру Лајполду, из Немачке, је одузета златна медаља, у категорији до 76 кг, с обзиром да је био позитиван на нандролон.

## Освајачи медаља

### Слободни стил
| Категорија | Злато                                    | Сребро                                  | Бронза                                        |
|            |                                          |                                         |                                               |
| 54 кг      | Намиг Абдулајев · Азербејџан             | Семи Хенсон · Сједињене Америчке Државе | Амиран Карданов · Грчка                       |
| 58 кг      | Алиреза Дабир · Иран                     | Јевген Буслович · Украјина              | Тери Брандс · Сједињене Америчке Државе       |
| 63 кг      | Мурад Умаханов · Русија                  | Серафим Барзаков · Бугарска             | Џанг Џе-Сунг · Јужна Кореја                   |
| 69 кг      | Данијел Игали · Канада                   | Арсен Гитинов · Русија                  | Линколн Макилрави · Сједињене Америчке Државе |
| 76 кг      | Брендон Слеј · Сједињене Америчке Државе | Мун Уи-Џе · Јужна Кореја                | Адем Берекет · Турска                         |
| 85 кг      | Адам Сајтијев · Русија                   | Јоел Ромеро · Куба                      | Могамед Ибрагимов · Република Македонија      |
| 97 кг      | Сагид Муртазалијев · Русија              | Ислам Бајрамуков · Казахстан            | Елдар Куртанидзе · Грузија                    |
| 130 кг     | Давид Мусулбес · Русија                  | Артур Тајмазов · Узбекистан             | Алехис Родригез · Куба                        |

### Грчко-римски стил
| Категорија | Злато                                     | Сребро                                   | Бронза                                  |
|            |                                           |                                          |                                         |
| 54 кг      | Сим Квон-Хо · Јужна Кореја                | Лазаро Ривас · Куба                      | Канг Јонг-Гјун · Северна Кореја         |
| 58 кг      | Армен Назарјан · Бугарска                 | Ким Ин-Суб · Јужна Кореја                | Шенг Цетјен · Кина                      |
| 63 кг      | Вартерес Самургашев · Русија              | Хуан Марен · Куба                        | Акаки Чачуа · Грузија                   |
| 69 кг      | Филиберто Азкуј · Куба                    | Кацухико Нагата · Јапан                  | Алексеј Глушков · Русија                |
| 76 кг      | Мурат Карданов · Русија                   | Мет Линдланд · Сједињене Америчке Државе | Марко Или-Хануксела · Финска            |
| 85 кг      | Хамза Јерликаја · Турска                  | Шандор Бардоши · Мађарска                | Мухран Вахтангадзе · Грузија            |
| 97 кг      | Микаел Лјунгберг · Шведска                | Давид Салдадзе · Украјина                | Гарет Лоуни · Сједињене Америчке Државе |
| 130 кг     | Рулон Гарднер · Сједињене Америчке Државе | Александар Карељин · Русија              | Дмитриј Дебелка · Белорусија            |

## Биланс медаља
| Позиција    | Држава                    | Злато | Сребро | Бронза | Укупно |
| ----------- | ------------------------- | ----- | ------ | ------ | ------ |
| 1           | Русија                    | 6     | 2      | 1      | 9      |
| 2           | Сједињене Америчке Државе | 2     | 2      | 3      | 7      |
| 3           | Куба                      | 1     | 3      | 1      | 5      |
| 4           | Јужна Кореја              | 1     | 2      | 1      | 4      |
| 5           | Бугарска                  | 1     | 1      | 0      | 2      |
| 6           | Турска                    | 1     | 0      | 1      | 2      |
| 7           | Шведска                   | 1     | 0      | 0      | 1      |
| 7           | Иран                      | 1     | 0      | 0      | 1      |
| 7           | Азербејџан                | 1     | 0      | 0      | 1      |
| 7           | Канада                    | 1     | 0      | 0      | 1      |
| 11          | Украјина                  | 0     | 2      | 0      | 2      |
| 12          | Узбекистан                | 0     | 1      | 0      | 1      |
| 12          | Казахстан                 | 0     | 1      | 0      | 1      |
| 12          | Јапан                     | 0     | 1      | 0      | 1      |
| 12          | Мађарска                  | 0     | 1      | 0      | 1      |
| 16          | Грузија                   | 0     | 0      | 3      | 3      |
| 17          | Република Македонија      | 0     | 0      | 1      | 1      |
| 17          | Грчка                     | 0     | 0      | 1      | 1      |
| 17          | Кина                      | 0     | 0      | 1      | 1      |
| 17          | Северна Кореја            | 0     | 0      | 1      | 1      |
| 17          | Финска                    | 0     | 0      | 1      | 1      |
| 17          | Белорусија                | 0     | 0      | 1      | 1      |
| Укупно (22) | Укупно (22)               | 16    | 16     | 16     | 48     |

## Земље учеснице
Учествовало је 314 рвача из 55 земаља.
| - Алжир - Јерменија - Аустралија - Азербејџан - Белорусија - Бугарска - Канада - Кина - Колумбија - Обала Слоноваче - Куба - Чешка - Египат - Естонија - Финска - Француска - Грузија - Немачка - Грчка | - Гвинеја Бисао - Мађарска - Индија - Иран - Израел - Италија - Јапан - Казахстан - Киргистан - Летонија - Литванија - Република Македонија - Молдавија - Монголија - Холандија - Нови Зеланд - Нигерија - Северна Кореја - Норвешка | - Пољска - Румунија - Русија - Самоа - Сенегал - Словачка - Јужноафричка Република - Јужна Кореја - Шведска - Швајцарска - Тунис - Турска - Туркмeнистан - Украјина - Сједињене Америчке Државе - Узбекистан - Венецуела |